# Raúl Colomb
Fernando Raúl Colomb (Córdoba, 5 de enero de 1939 - Buenos Aires, 4 de mayo de 2008) fue un físico y divulgador científico argentino.
Fue fundador del Instituto Argentino de Radioastronomía y director de esta en tres oportunidades. También fue el Investigador Principal de las misiones SAC-C y SAC-D / Aquarius, Presidente de la Asociación Argentina de Astronomía, Presidente del Directorio del Complejo Astronómico El Leoncito y Presidente de la comisión 51 de la Unión Astronómica Internacional sobre bioastronomía. Además, junto a Guillermo A. Lemarchand iniciaron las primeras investigaciones SETI.
Es considerado uno de los grandes físicos y divulgadores científicos de Argentina, el Instituto de investigación espacial de la Universidad Nacional de General San Martín lleva su nombre.

## Biografía
Nació en 1939 en Córdoba, desde pequeño ya mostraba interés por la investigación espacial. Estudió Física en la Universidad de Buenos Aires, antes de recibirse, fue miembro ayudante de Comisión Argentina de Radioastronomía. Completó su licenciatura en 1965 y se doctoró en 1970 en la Universidad Nacional de La Plata
Impulsó, y fue el fundador del Instituto Argentino de Radioastronomía, dirigió el instituto en tres oportunidades: de 1973 a 1975, de 1982 a 1983 y de 1986 a 1994.
En 1994 abandona el Instituto para unirse al directorio de la CONAE, también ocuparía los cargos de Investigador Principal de las misiones SAC-C y SAC-D / Aquarius.
Falleció el 4 de mayo de 2008, víctima de un tumor cerebral. Sus restos se encuentran en el Cementerio de la Chacarita.